# Soaw (departamento)
Soaw é um departamento ou comuna da província de Boulkiemdé no Burkina Faso. A sua capital é a cidade de Soaw.
Em 1 de julho de 2018 tinha uma população estimada em 21981 habitantes.